# Escola Portuguesa de Macau
A Escola Portuguesa de Macau  (EPM; 澳門葡文學校), fundada em 1998, é atualmente a única escola de Macau que oferece currículos semelhantes aos de Portugal.  
A EPM é uma escola moderna com salas informáticas equipadas com computadores, laboratórios de química, de física e de biologia, um ginásio e vários campos de jogos. Em 2024, a escola possui 744 alunos, apoiados por 85 professores. Grande parte dos alunos são portugueses e macaenses, havendo também alunos lusófonos de Angola, Moçambique, Cabo Verde, Brasil e Timor-Leste, e uma quantidade crescente de alunos de língua materna diferente do português, como chineses de Macau, Hong Kong e China continental, alunos de países asiáticos próximos de Macau (ex: Filipinas e Tailândia) e alunos dos Estados Unidos da América, da Rússia, da Espanha e de outros países europeus. A escola localiza-se na Avenida Infante D. Henrique, na Península de Macau.

## História
No dia 13 de Abril de 1998, pelo Decreto-Lei n.º 89-B/98, foi instituída a Fundação Escola Portuguesa de Macau (FEPM), que integra o Estado Português (com 51% do capital), a Fundação Oriente (com 49% do capital) e a Associação Promotora da Instrução dos Macaenses, que cedeu o edifício da Escola Comercial Pedro Nolasco, actualmente extinta, para a instalação da Escola Portuguesa de Macau (EPM). A FEPM é uma instituição de direito privado e utilidade pública cujo principal objectivo é garantir condições de funcionamento e desenvolvimento da EPM.
No dia 21 de Agosto de 1998, a EPM passou a fazer parte do sistema educativo de Macau como instituição educativa particular sem fins lucrativos, mediante um alvará concedido pela Direcção dos Serviços de Educação e Juventude (DSEJ) e nos termos do n.º 1 do artigo 9.º do Decreto-Lei n.º 38/93/M. Assim, nasceu a Escola Portuguesa de Macau, que é a herdeira directa e institucional de dois estabelecimentos de ensino em língua portuguesa: o Liceu de Macau e a Escola Comercial Pedro Nolasco.
Com o aproximar da transferência de soberania de Macau para a República Popular da China (20 de Dezembro de 1999), os estabelecimentos de ensino e secções escolares de língua portuguesa, tais como a secção portuguesa do Colégio de Santa Rosa de Lima, a Escola Primária Oficial Pedro Nolasco da Silva (Central), o Colégio D. Bosco, o Liceu de Macau e a Escola Comercial Pedro Nolasco, foram todas extintas uma a uma, sendo os seus alunos transferidos para a Escola Portuguesa de Macau. Por isso, pode-se dizer que a EPM é a sucessora das referidas instituições educativas que cultivaram a língua portuguesa em Macau.